# Kanton Tourcoing-1
Der Kanton Tourcoing-1 ist ein französischer Wahlkreis im Département Nord und im Arrondissement Lille. Er entstand 2015 durch ein Dekret vom 17. Februar 2014.

## Gemeinden
Der Kanton besteht aus vier Gemeinden und Gemeindeteilen mit insgesamt 66.993 Einwohnern (Stand: 1. Januar 2022) auf einer Gesamtfläche von 33,81 km²:
| Gemeinde            | Einwohner 1. Januar 2022 | Fläche km² | Dichte Einw./km² | Code INSEE | Postleitzahl |
| ------------------- | ------------------------ | ---------- | ---------------- | ---------- | ------------ |
| Halluin             | 20.684                   | 12,56      | 1.647            | 59279      | 59250        |
| Neuville-en-Ferrain | 10.125                   | 6,18       | 1.638            | 59426      | 59960        |
| Roncq               | 13.873                   | 10,59      | 1.310            | 59508      | 59223        |
| Tourcoing           | 22.311                   | 4,48       | 4.980            | 59599      | 59200        |
| Kanton Tourcoing-1  | 66.993                   | 33,81      | 1.981            | 5937       | –            |

1. ↑   Nur der nordwestliche Teil der Gemeinde, der Rest gehört zum Kanton Tourcoing-2.